# فیل درایور
فیل درایور (انگلیسی: Phil Driver؛ زادهٔ ۱۰ اوت ۱۹۵۹) بازیکن فوتبال اهل بریتانیا است.
از باشگاه‌هایی که در آن بازی کرده‌است می‌توان به باشگاه فوتبال چلسی، باشگاه فوتبال بدفورد تاون، باشگاه فوتبال سنت آلبنز سیتی، و باشگاه فوتبال ویمبلدون اشاره کرد.